# Стариков, Валентин Георгиевич
Валентин Георгиевич Стариков (8 июня 1913 — 26 июня 1979) — советский военный моряк-подводник, командовавший в годы Великой Отечественной войны подводными лодками М-171 и К-1 на Балтике, на Северном флоте и на  Чёрном море. Начальник Тихоокеанского высшего военно-морского училища имени С. О. Макарова (1965—1972). Герой Советского Союза (3.04.1942). Вице-адмирал (30.04.1970)

## Биография
Стариков Валентин Георгиевич родился 8 июня 1913 года в семье служащего в городе Сарапул. После гражданской войны семья переехала в Пермь. С 14 лет учился в школе фабрично-заводского обучения при Пермском паровозоремонтном заводе имени А. А. Шпагина, на котором после её окончания и работал.
В РККФ с октября 1931 года, когда по комсомольской путёвке поступил в Военно-морское училище имени М. В. Фрунзе в Ленинграде. Окончив его в 1936 году, служил на подводных силах Балтийского флота командиром торпедной группы подводной лодки Щ-304 «Комсомолец». В августе 1937 года был переведён командиром БЧ-3 на линкор «Марат», где служил до направления на учёбу в январе 1938 года. В ноябре 1938 года окончил Специальные курсы командирского состава Учебного отряда подводного плавания имени С. М Кирова и получил назначение помощником командира на подводную лодку «Щ-314». В мае—июне 1939 года была переведена по Беломорско-Балтийскому каналу на Северный флот, 17 июня 1939 года получил название Щ-422, а 21 июня вошла в состав 3-го дивизиона подводных лодок Северного флота.
C 31 октября 1939 года — командир малой подводной лодки М-171. Поскольку лодка числилась в действующем корабельном составе флота, считается участником советско-финской войны 1939—1940 годов. Но фактически корабль стоял на ремонте из-за выхода из строя кингстона балластной цистерны, затем на нём производили замену перископа, в итоге лодка вышла из ремонта и вступила в строй 15 февраля 1940 года и в боевых действиях этой войны участия не принимала.
9 мая 1940 года при отработке задач боевой подготовки в Мотовском заливе подлодка (старший на борту командир 4-го дивизиона капитан 3 ранга Г. А. Субботин) столкнулась с эсминцем «Сокрушительный», в результате чего и эсминец и подлодка получили значительные повреждения. В результате «М-171» поставили на аварийный ремонт в Полярном, который был совмещен с плановым средним ремонтом, на корабле установлена новейшая система беспузырной стрельбы и некоторое иное улучшенное оборудование. Корабль вернулся в строй уже после начала Великой Отечественной войны, в третьей декаде июля 1941 года.
Участник Великой Отечественной войны с июня 1941 года. К январю 1942 года командир подводной лодки «М-171» 3-го дивизиона отдельной бригады подводных лодок Северного флота капитан-лейтенант В. Г. Стариков выполнил 6 боевых походов для действий на коммуникациях противника, дважды прорывался на подводной лодке во вражеские базы Киркенес и Лиинахамари. При этом по советским данным потопил 5 транспортов противника (по послевоенным исследованиям ни одна из этих побед подтверждена не была).
Указом Президиума Верховного Совета СССР «О присвоении звания Героя Советского Союза начальствующему составу Военно-морского флота» от 3 апреля 1942 года за «образцовое выполнение боевых заданий командования на фронте борьбы с немецкими захватчиками и проявленные при этом отвагу и геройство» капитан-лейтенанту В. Г. Старикову присвоено звание Героя Советского Союза с вручением ордена Ленина и медали «Золотая Звезда» (№ 657). ПЛ «М-171» впоследствии была удостоена гвардейского звания.

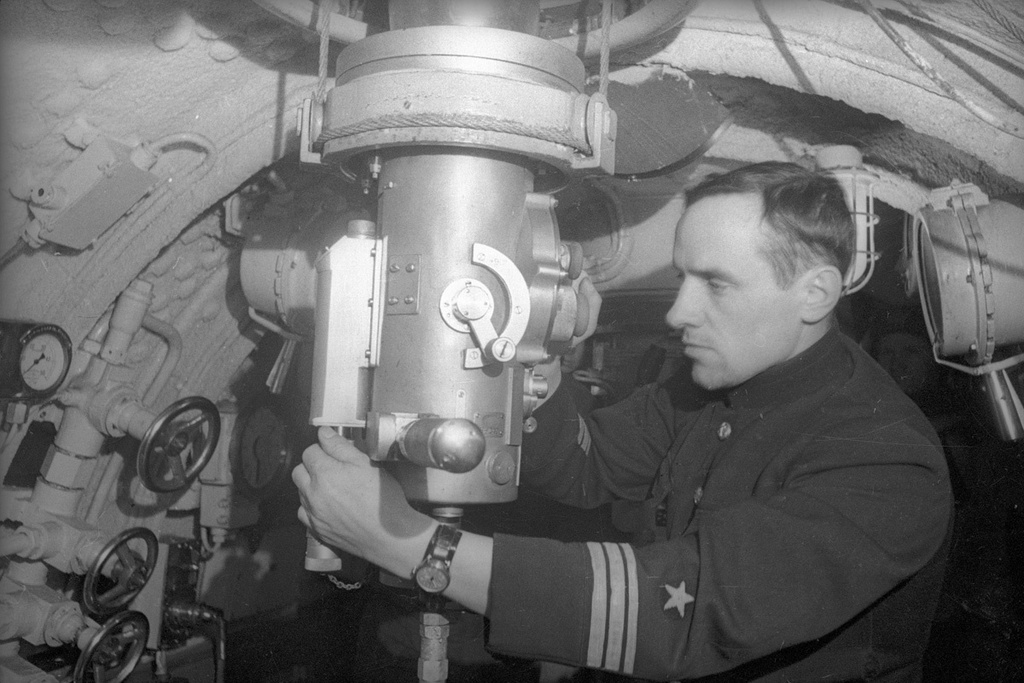
Валентин Стариков у перископа М-171, 1941 год

Затем ещё больше года командовал М-171, выполнив на ней 24 боевые похода (112 суток). Произвёл 17 торпедных атак, выпустив 32 торпеды. По докладам В. Г. Старикова (в советской исторической литературе эти данные считались официальными), им было потоплено 13 кораблей и судов противника (6 транспортов, 2 танкера, 2 тральщика, 2 подводные лодки, сторожевой корабль) и 3 транспорта повреждены. В постсоветское время при изучении архивов бывших противников эти данные большей частью не нашли подтверждения. По данным М. Э. Морозова, достоверными победами являются 29.04.1942 года — потоплен германский транспорт «Curityba» (4969 брт) и 29.01.1943 — повреждён германский транспорт «Ilona Siemers» (3245 брт); по данным А. В. Платонова — потопленных кораблей не имеет вообще, а оба эти судна оказались повреждены. Подводной лодке М-171 под командованием В. Г. Старикова было присвоено гвардейское звание в апреле 1942 года.
С 6 марта (по другим данным, с 21 марта) 1943 года гвардии капитан 3-го ранга В. Г. Стариков командовал большой подводной лодкой К-1. В июне и июле 1943 года совершил на ней два похода (16 суток) в район Хаммерфеста, но оба неудачно: в первом лодка досрочно вернулась на базу из-за технических неисправностей, во втором встреч с кораблями противника не имела. Вскоре убыл в отпуск, во время которого К-1 была направлена в срочный поход с временным командиром на борту и пропала без вести.
В декабре 1943 года В. Г. Стариков убыл на Черноморский флот, где получил назначение начальником штаба 2-го дивизиона 1-й бригады подводных лодок ЧФ. Участвовал в Одесской, Крымской и Ясско-Кишинёвской наступательных операциях. Победу встретил в Севастополе. Командовал дивизионом до октября 1945 года, когда его отправили учиться в академию.
В 1948 году окончил Военно-морскую академию имени К. Е. Ворошилова. С января 1949 года — начальник штаба Лиепайской военно-морской базы 4-го ВМФ. С ноября 1951 года занимал должность старшего преподавателя кафедры подводных лодок военно-морского факультета Высшей военной академии имени К. Е. Ворошилова. С ноября 1954 года по сентябрь 1955 года был начальником Морского научно-исследовательского полигона на архипелаге Новая Земля, где были проведены первые испытания ядерной торпеды, затем первым заместителем начальника этого полигона по опытно-научной работе. С мая 1956 года — начальник Высших специальных офицерских классов при Высшем военно-морском училище подводного плавания им. Ленинского комсомола, с августа 1959 года — начальник минно-торпедного факультета в этом училище. С августа 1965 по март 1972 года — начальник Тихоокеанского высшего военно-морского училища имени С. О. Макарова. С июля 1972 года вице-адмирал В. Г. Стариков — в отставке.
Жил в Ленинграде, вёл активную военно-патриотическую работу среди молодёжи. Автор нескольких книг воспоминаний.
Умер 26 июня 1979 года. Похоронен в городе-герое Ленинграде (ныне — Санкт-Петербург) на Ново-Волковском кладбище.

## Награды
- Медаль «Золотая Звезда» Героя Советского Союза (3.04.1942);
- Два ордена Ленина (8.11.1941, 3.04.1942);
- Два ордена Красного Знамени (2.06.1942, 27.12.1951);
- Орден Ушакова 2-й степени (5.08.1945);
- Орден Отечественной войны 1-й степени (29.01.1943);
- Орден Красной Звезды (5.11.1946);
- Медаль «За боевые заслуги» (3.11.1944);
- Медаль «За оборону Советского Заполярья» (1944);
- Медали СССР;
- Почётный гражданин города Сарапул (2010, посмертно)[15]

## Воинские звания
- лейтенант (1936)[16]
- старший лейтенант (1941)
- капитан-лейтенант (1941)[17]
- капитан 3-го ранга (1943)
- капитан 2-го ранга (1944)
- капитан 1-го ранга (21.11.1954)
- контр-адмирал (7.05.1966)
- вице-адмирал (30.04.1970)

## Память
- С 1987 года имя героя Советского Союза В. Г. Старикова носит одна из улиц города Полярного. На доме № 1 по этой улице установлена мемориальная доска.
- С 2004 года по ходатайству Союза офицеров города Сарапула имя Героя Советского Союза вице-адмирала В. Г. Старикова носит детский морской центр «Норд» в его родном городе.
- С 2013 года имя В. Г. Старикова носит Удмуртский кадетский корпус (Воткинск).
- В городе Пермь в честь вице-адмирала В. Г. Старикова названа улица.В городе Тамбов в честь В.Г Старикова названа улица.

## Сочинения
- Стариков В. Г. Четыре похода: Записки подводника. — Молотов: Молотовгиз, 1952.
- Стариков В. Г. На боевом курсе : [Записки подводника]. — М.: Молодая гвардия, 1952.
- Стариков В. Г. Служба на подводной лодке. — М.: Издательство ДОСААФ, 1957.
- Стариков В. Г. Не славы ради: Записки подводника. — Пермь: Книжное издательство, 1960.
- Стариков В. Г. На грани жизни и смерти : Документальная повесть. — 2-е изд. — Устинов: Удмуртия, 1985.